# Copa continental de tênis de mesa da Ásia
O ITTF-ATTU Asian Cup é uma competição anual de tênis de mesa realizado pela Federação Internacional De Tênis De Mesa (ITTF) e a União Asiática De Tênis De Mesa (ATTU). A primeira edição ocorreu em 1983. A competição apresenta eventos individuais masculinos e femininos, com 32 jogadores qualificados para participar de cada evento, sujeitos a um máximo de quatro jogadores por associação.
Desde 2013, a Copa da Ásia serve como um evento de qualificação para a Copa Do Mundo De Tênis De Mesa.
1. ↑  «Asian Table Tennis Union / Events / Asian Cup». ATTU. Consultado em 8 April 2018. Arquivado do original em 8 April 2018 Verifique data em: |acessodata=, |arquivodata= (ajuda)
2. ↑  «2018 ITTF-ATTU Asian Cup / Prospectus» (PDF). ITTF. Consultado em 8 April 2018. Arquivado do original (PDF) em 2 April 2018 Verifique data em: |acessodata=, |arquivodata= (ajuda)
3. ↑  «Qualification and Playing System for the Women ́s & Men's World Cup» (PDF). ITTF. Consultado em 8 April 2018. Arquivado do original (PDF) em 17 October 2017 Verifique data em: |acessodata=, |arquivodata= (ajuda)